# Stane Kmet
Stanko „Stane“ Kmet (* 10. November 1893 in Ljubljana, Österreich-Ungarn, heute Teil von Slowenien; † 20. Dezember 1968 ebenda) war ein jugoslawischer Skilangläufer.
Kmet, der als Apotheker tätig war, nahm zunächst an Wettkämpfen im alpinen und nordischen Skisport, sowie wie im Rodeln teil. Danach spezialisierte er sich auf den nordischen Skisport und errang Podestplätze bei nationalen Meisterschaften. International belegte er bei seiner einzigen Teilnahme an Olympischen Winterspielen im Februar 1928 in St. Moritz den 28. Platz über 50 km und im folgenden Jahr bei den Nordischen Skiweltmeisterschaften in Zakopane den 35. Platz über 18 km.